# David I. Olive
Pour les articles homonymes, voir Olive (homonymie).
David Ian Olive (né à Londres le 16 avril 1937 et mort à Cambridge 7 novembre 2012) est un physicien théoricien britannique.

## Biographie
Olive apporte des contributions fondamentales à la théorie des cordes et la théorie de la dualité.
Il a été professeur de physique à l'Imperial College London et rejoint ensuite l'université de Swansea pour aider à mettre en place le groupe de physique théorique nouveau. 
Olive a reçu le prix et la médaille Dirac du Centre international de physique théorique en 1997. Il est membre fondateur de la « Société savante de Galles ».